# Comarca Ngäbe-Buglé
Ngäbe-Buglé (ngäbere: Kätärä Teri Ngäbe Bugle y Kätärä Teri Ngäbe Bugle en Kädriri) es una comarca panameña definida como una división política especial con nivel provincial, considerada nacionalidad histórica. Limita al norte con el mar Caribe, al sur con las provincias de Chiriquí y Veraguas, al este con la provincia de Veraguas y al oeste con las provincias de Bocas del Toro y Chiriquí, contando con enclaves en las provincias de Chiriquí y Veraguas. El territorio Ngäbe-Buglé abarca un área de 6968 km² y su población se estima en 213 860 habitantes en 2018, lo que da una densidad de población de 30.7 habitantes por km². Su población desciende fundamentalmente de ngäbes. Las minorías étnicas principales son los buglés y los campesinos. La ciudad de Buäbitdi es su capital y localidad más poblada. 
La comarca Ngäbe-Buglé se constituyó mediante la Ley N.º 10 (Gaceta Oficial N.º 23.242) del 7 de marzo de 1997 que señala que las tierras son  propiedad colectiva de estos dos pueblos indígenas a partir de territorios de las provincias de Bocas del Toro, Chiriquí y Veraguas. Cuenta con un gobierno autónomo representado por el o la Cacique General Ngöbe Buglé y el Congreso General Ngöbe Buglé.

## Origen etimológico
El término Ngäbe-Buglé, está formado a partir del término ngäbere Ngäbe que a su vez proviene de la raíz ngä-, 'personas, gente o nacer', y el sufijo -be, 'ver, sentir o existir'. De hecho Ngäbe se puede traducir como 'nuestra gente' y es empleado como referencia a uno de los grupos étnicos que habitan la comarca. La palabra  Buglé se puede traducir como 'gente con recurso' en el idioma buglere y deriva de la raíz bu-, que significa 'gente, vivir, estar presente', y el sufijo glé, 'tierra, recursos' y denomina a otro grupo étnico que habita la comarca.

## Historia

### Prehistoria
Según la teoría más conocida y aceptada sobre la población de América, los indígenas americanos descienden de grupos de cazadores recolectores de origen siberiano que migraron a América por el estrecho de Bering durante la glaciación Würm. Los habitantes originarios del istmo de Panamá eran cazadores y recolectores durante el período Mesolítico y usaban herramientas de piedra. Hacia el año 5000 a. C., la región central que ocupan los actuales ngäbes y buglés ya habían desarrollado la agricultura, sobre todo el cultivo del maíz. En el año 1200 d. C., aparecen los primeros cacicazgos ngäbes y buglés en el istmo de Panamá. Estos conocían a su territorio como Doboteme y las autoridades locales eran los dongues. En el período cerámico desarrollarían el área cultural Gran Coclé, que dominaba las actuales provincias de Coclé, Herrera, Los Santos y Veraguas, caracterizada por una sociedad que habitaba en cacicazgos (poblados en las riberas de los ríos) y que mantenía relaciones comerciales con civilizaciones vecinas.

### Guerras ngäbe-buglés y conquista española
A la llegada de los castellanos a la baja Centroamérica, los pueblos chibchas habitaban desde Honduras hasta la sierra de Santa Marta en Colombia. Se cree que se originaron en la actual frontera entre Costa Rica y Panamá, en donde se encuentra el mayor número de lenguas chibchas. Los Ngäbe y Buglés, como población chibcha que comparte un 41.1% de similitud en su lenguas habitaba la región desde el cacicazgo de Chirú hasta las actuales provincias de Bocas del Toro y Chiriquí, y probablemente en la frontera de Costa Rica con Panamá.
En el siglo XVI, Cristóbal Colón llega al territorio caribeño del cacique El Quibian, comarca Ngäbe-Buglé y Bocas del Toro, el cual estaba habitado por ngäbes, buglés y en el caso de Bocas del Toro, por otras tribus chibchas y reclama el territorio para la Corona de Castilla, pero no logra conquistar la región. En 1520, Gaspar de Espinosa conquista y destruye los cacicazgos ngäbes-buglés de las sabanas de Coclé y Parita, pero no se logra el control de las montañas, ni de la región de Chiriquí o Veraguas que servirían de refugios a las poblaciones sobrevivientes de la Conquista española del Istmo. En 1539, los castellanos con ayuda de tribus chichimecas fundan una ciudad en la desembocadura del río Tilorio, la cual sería trasladada al valle de Coaza o Duy. Es así que los castellanos entran en contacto con los cacicazgos ngäbes occidentales, sin embargo los pueblos chibchas de la región destruirían todas estas poblaciones castellanas. En 1570, una expedición procedente de Costa Rica llegaría al valle del Guaymí y en 1578, Francisco Pavón tomaría posesión del valle del Guaymí, fundando la ciudad de Artieda del Nuevo Reino de Navarra, sin embargo, la ciudad fue abandonada por sus pobladores en ese mismo año. Las guerras ngäbes lideradas por caciques como Urracá y otros evitarían la conquista de la región de la actual comarca Ngäbe-Bugle, pero los intentos de dominar estos territorios continuaron a través de dos vías: una procedía de Costa Rica, por la vertiente del Caribe, a través del río Tilorio, mientras la Audiencia de Panamá mandaba expediciones desde Natá, desde el centro minero de Concepción en la vertiente del Caribe de Veraguas y, después de abandonado este en 1589, desde las nuevas ciudades de las sabanas del Pacífico. Si bien los castellanos no lograron conquistar el territorio de la actual comarca Ngäbe-Buglé, la población de los territorios ngäbes de Coclé, Herrera, Los Santos y sur de Veraguas fueron reducidos a la esclavitud, lo que causaría una verdadera catástrofe demográfica y los pocos sobrevivientes se mezclarían con la población castellana o serían forzados a adoptar la cultura europea.
La alianza de los zambos-mosquitos con los ingleses iniciaría el comercio de esclavos ngäbes y otras poblaciones chibchas de la región tras la colonización inglesa de Roatán (1642), Belice (1655) y Jamaica (1662) lo que diezmaría las poblaciones costeras, no sólo ngäbe y buglé, sino también de los chánguenas, doraces, bribis, naso tjerdi, tojares y otras. El tráfico de seres humanos fue una actividad comercial de gran repercusión en el Caribe centroamericano y las expediciones mosquitas-inglesas continuarían hasta el siglo XVIII. En el siglo XIX el Rey Misquito reclama sus derechos sobre la llamada Mosquitia, que incluía a Bocas del Toro y la Comarca Ngäbe-Buglé, y los indígenas pagaban su tributo o reconocimiento anual al rey Misquito. De esta época sobreviven topónimos de origen misquito como Sixaola, Changuinola, Cricamola, Kusapín y Kankintú.

### SigloXX
A partir de 1972, el gobierno panameño estaba obligado a establecer comarcas, regiones demarcadas en las que los pueblos ngäbe y buglé  poseen derechos exclusivos de la tierra y autonomía administrativa considerable. La comarca Ngäbe-Buglé, se formó en el año 1997, como resultado de la promesa del gobierno y de la presión política de los indígenas ngäbe y buglé, unidos por las amenazas de la explotación de los recursos naturales y la degradación ambiental.

## Geografía física

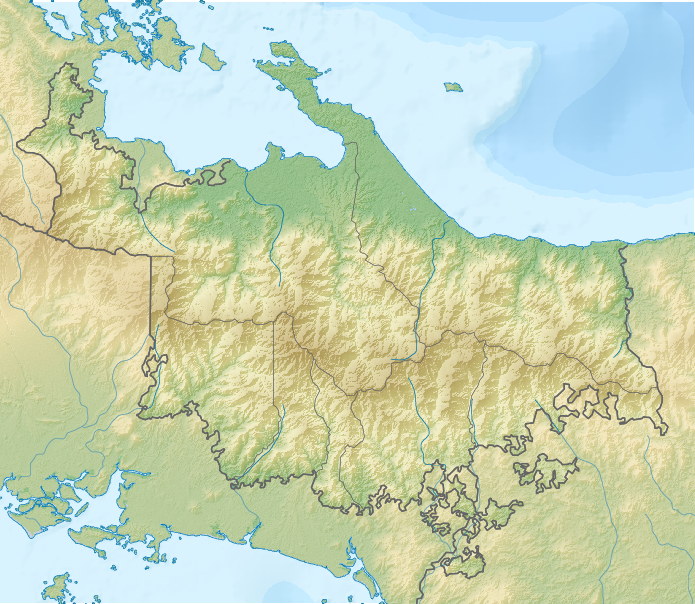
Mapa físico de la Comarca Ngäbe-Buglé.

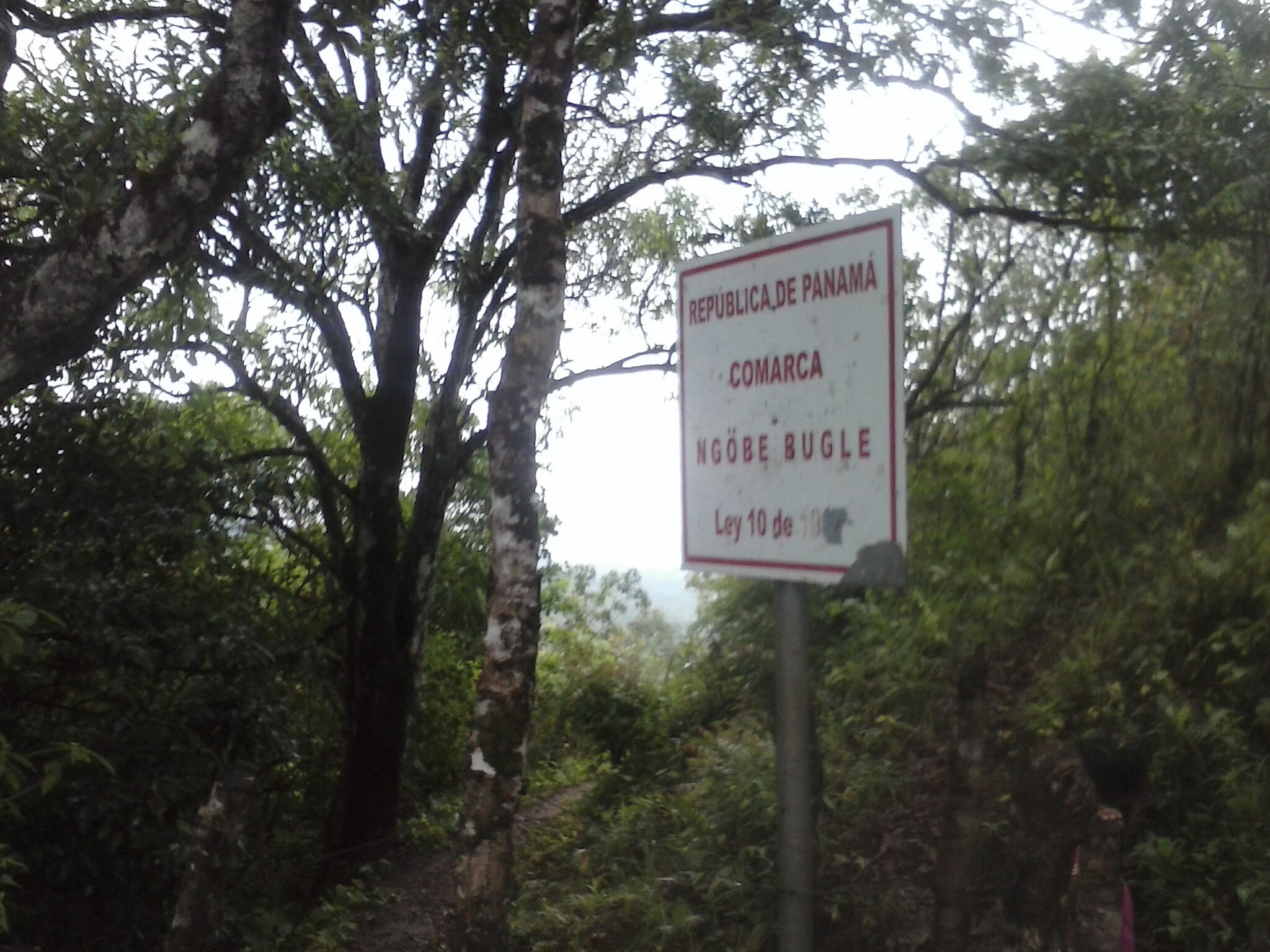
Límites de Veraguas y la Comarca Ngäbe-Buglé.

La comarca posee una superficie de 6968 km² y se desconoce la longitud total de sus costas. Se encuentra ubicada en la región occidental de Panamá. La comarca es atravesada de oeste a este por la Serranía de Tabasará, que separa dos regiones geográficas: la región atlántica o caribeña, que está cubierta en un 40% de bosque primario y donde los ríos son cortos y caudalosos, y la región pacífica, muy deforestada y con ríos de mayor recorrido hacia el mar, y se encuentra cerca de la provincia de Chiriquí y Bocas del Toro.
Hacia el lado sureste de la comarca existen cuatro exclaves separados por las provincias de Chiriquí y Veraguas: el corregimiento de Bakama (dos exclaves insertados en el distrito de Tolé, Chiriquí), el corregimiento de El Bale (exclave ubicado en el distrito de Cañazas, Veraguas) y el corregimiento de Jukri (en el distrito de Las Palmas, Veraguas).
El territorio está constituido por terrenos que pertenecían hasta ese entonces a lados provincias de Bocas del Toro, Chiriquí y Veraguas, y se divide en nueve distritos, la capital de la comarca es Buäbitdi, ubicado en el distrito de Münä.

### Relieve
Ngäbe-Buglé es una comarca de carácter montañoso y costero y con un importante patrimonio natural. La comarca se caracteriza por su terreno montañoso, pendientes pronunciadas y suelos pobres en nutrientes generalmente con contenido roca alta, características que hacen difícil la agricultura. Es la segunda región más montañosa de Panamá atendiendo al desnivel del terreno. En ella se distinguen tres áreas morfológicamente bien diferenciadas:
- Costa del Caribe: constituida por una extensa zona de humedales costeros formados por el sistema de varios ríos y numerosas playas. En la vertiente del Caribe no existe una estación seca y el bosque tropical domina el paisaje.

- Montaña: Es una larga barrera de montañas abruptas paralela al mar que componen parte de la serranía de Tabasará que ejerce de divisoria entre las vertientes del océano Pacífico y el mar Caribe. En su mayoría de roca volcánica y plutónica afectada por fenómenos intrusivos y que cubren la mayor parte de la comarca Ngäbe-Buglé.[18] Forman valles profundos en disposición norte-sur con fuertes pendientes horadadas por ríos de carácter torrencial, de gran poder erosivo y cortos por la poca distancia entre su nacimiento y su desembocadura.

- Cerros bajos, colinas, valles y llanuras del Sur: en la vertiente del Pacífico hay un tiempo ventoso seco (diciembre a abril) y una estación húmeda. Como resultado de la mayor variación estacional existen zonas geográficas más localizadas en la vertiente del Pacífico y la vegetación consiste en pastos mezclados con cubierta forestal tropical. Arroyos perennes pequeñas y grandes ríos corren en ambos lados de la divisoria continental y se utilizan para el baño, lavandería y beber. En la región mayoría de los viajes se realiza a pie o a caballo, ya que sólo hay un camino de acceso durante todo el año que lleva en San Félix, una ciudad conectada a la Carretera Panamericana a través de Las Cruces.

### Clima
El clima de la comarca Ngäbe-Buglé es templado muy Húmedo de Altura en la montaña, tropical muy Húmedo en la costa caribeña y monzónico en el sur, y tiende a ser muy variable. Está atemperado por la zona de convergencia intertropical y las corrientes marinas provenientes del océano Atlántico, y por ello tiene inviernos mucho más lluviosos que otras áreas de latitud similar, como David o Las Tablas. Sin embargo, las temperaturas son generalmente más bajas que en el resto de Panamá y no suele ser afectada directamente por ciclones tropicales, excepto por el huracán Martha, el único huracán que ha afectado la comarca según los registros históricos, pero si por sus efectos indirectos, como aumento de la pluviosidad. Las precipitaciones se sitúan en torno a 4592.8 mm anuales en la costa, disminuyendo los valores en las zonas montañosas y el sur hasta los 3034.5 mm, lo que la sitúa en el Panamá húmedo y verde.
La temperatura media se sitúa alrededor de los 25.3 °C. La lluvia es frecuente en las partes altas y la costa de la comarca Ngäbe-Buglé entre los meses de mayo y noviembre. Los meses más secos son: enero y febrero, aunque generalmente no existe sequía propiamente dicha, ya que por una parte siempre existe un mínimo de precipitación, y por otra las temperaturas no son muy elevadas. En algunas zonas de la serranía de Tabasará con clima de alta montaña, por encima de los 2000 m s. n. m. se mantienen temperaturas templadas durante todo el año.
No obstante las diferencias entre los distritos pueden llegar a ser importantes. Así las más alejadas del litoral, como las tierras altas de Kankintú y Kusapín en Ñö Kribo, Besigä, Nole Düima, Mironä en la región de Nedrini, y Ñürün y Münä, en la región de Kädriri, presentan un clima templado muy Húmedo de Altura, ya sea por el mesoclima especial de la zona o por su proximidad a la serranía de Tabasará.
La influencia del relieve montañoso de la comarca Ngäbe-Buglé es destacable sobre su clima. Abarca áreas colindantes a la serranía de Tabasaráy su principal característica es la alta pluviosidad todo el año, incluso durante el
mes más seco la precipitación pluvial se mantiene por encima de los 60mm. La temperatura del mes más fresco es alrededor de los 12 °C.
Por otro lado, las zonas costeras suelen estar sometidas a vientos constantes provenientes del océano Atlántico, que frecuentemente llegan a ser fuertes. En condiciones muy particulares, más propicias en los meses de junio-noviembre, durante la temporada de huracanes en el Atlántico, los vientos y las lluvias pueden aumentar en magnitud.
| Parámetros climáticos promedio de            | Parámetros climáticos promedio de | Parámetros climáticos promedio de | Parámetros climáticos promedio de | Parámetros climáticos promedio de | Parámetros climáticos promedio de | Parámetros climáticos promedio de | Parámetros climáticos promedio de | Parámetros climáticos promedio de | Parámetros climáticos promedio de | Parámetros climáticos promedio de | Parámetros climáticos promedio de | Parámetros climáticos promedio de | Parámetros climáticos promedio de |
| Mes                                          | Ene.                              | Feb.                              | Mar.                              | Abr.                              | May.                              | Jun.                              | Jul.                              | Ago.                              | Sep.                              | Oct.                              | Nov.                              | Dic.                              | Anual                             |
| -------------------------------------------- | --------------------------------- | --------------------------------- | --------------------------------- | --------------------------------- | --------------------------------- | --------------------------------- | --------------------------------- | --------------------------------- | --------------------------------- | --------------------------------- | --------------------------------- | --------------------------------- | --------------------------------- |
| Temp. máx. media (°C)                        | 35.0                              | 37.0                              | 37.5                              | 37.5                              | 35.5                              | 35.0                              | 34.0                              | 34.0                              | 34.5                              | 34.0                              | 36.5                              | 34.5                              | 35.4                              |
| Temp. mín. media (°C)                        | 14.0                              | 13.5                              | 12.0                              | 14.5                              | 16.0                              | 16.0                              | 15.5                              | 15.5                              | 15.5                              | 15.5                              | 15.0                              | 14.0                              | 14.8                              |
| Precipitación total (mm)                     | 384.9                             | 341.4                             | 274.5                             | 309.6                             | 384.5                             | 363.3                             | 477                               | 458.5                             | 315.8                             | 365.2                             | 398.4                             | 519.7                             | 4592.8                            |
| Fuente: Empresa de Transmisión Eléctrica, SA |                                   |                                   |                                   |                                   |                                   |                                   |                                   |                                   |                                   |                                   |                                   |                                   |                                   |

### Hidrografía
Los ríos de la comarca Ngäbe-Buglé son cortos, rápidos y poco caudalosos; salvan unas considerables pendientes al estar el mar próximo a su nacimiento en la serranía de Tabasará. Sus recorridos suelen ser perpendiculares a la costa, si exceptuamos el río Mredra (Ñö Mretra), y poseen un caudal más o menos persistente a lo largo de todo el año motivado por unas precipitaciones por lo general constantes. La rapidez de sus aguas, motivado por las considerables pendientes de los recorridos, hacen que tengan un gran poder erosivo, formando los encajados valles en forma de V característicos de la cornisa de Tabasará. La actividad humana, cada vez más abundante en ellos por el aumento y concentración constante de la población en los valles, está ejerciendo una fuerte presión sobre estos ríos.

## Organización político-administrativa
La comarca se divide en tres regiones, nueve distritos y 70 corregimientos:
| Distritos                               | Corregimientos | Cabecera de distrito        | Población |
| --------------------------------------- | --- | --------------------------- | --------- |
| Ñö Kribo                                | |                             |           |
| Distrito de Kankintú                    | Bisira, Kankintú, Guoroní, Mününí, Piedra Roja, Calante, Tolote                                                                                      | Bisira                      | 24 651    |
| Distrito de Kusapín                     | Kusapín, Bahía Azul (Panamá), Cañaveral, Río Chiriquí, Tobobé                                                                                        | Kusapín (ciudad)            | 21 600    |
| Distrito de Jirondai                    | Samboa, Burí, Guariviara, Man Creek, Tuwai | Samboa                      | 24 150    |
| Distrito de Santa Catalina o Calovébora | Santa Catalina o Calovébora, Alto Bilingüe, Loma Yuca, San Pedrito, Valle Bonito                                                                     | Santa Catalina o Calovébora | 7 821     |
| Nedrini                                 | |                             |           |
| Distrito de Besikó                      | Soloy, Boca de Balsa, Cerro Banco, Cerro Patena, Camarón Arriba, Emplanada de Chorcha, Nämnoní, Niba                                                 | Soloy                       | 33,072    |
| Distrito de Mironó                      | Hato Pilón, Cascabel, Hato Corotú, Hato Culantro, Hato Jobo, Hato Julí, Quebrada de Loro, Salto Dupí                                                 | Hato Pilón                  | 21,215    |
| Distrito de Nole Duima                  | Cerro Iglesias, Lajero, Hato Chamí, Susama, Jädeberi                                                                                                 | Cerro Iglesias              | 19,428    |
| Kädriri                                 | |                             |           |
| Distrito de Müna                        | Chichica, Alto Caballero, Bakama, Cerro Caña, Cerro Puerco, Krüa, Maraca, Nibra, Peña Blanca, Roka, Sitio Prado, Umaní, Diko, Kikari, Dikeri, Mreeni | Chichica (Panamá)           | 44 026    |
| Distrito de Ñürüm                       | Buenos Aires, Agua de Salud, Alto de Jesús, Cerro Pelado, El Bale, El Paredón, El Piro, Guayabito, Güibale, El Peñón, El Piro N°2                    | Buenos Aires                | 17 897    |

## Demografía

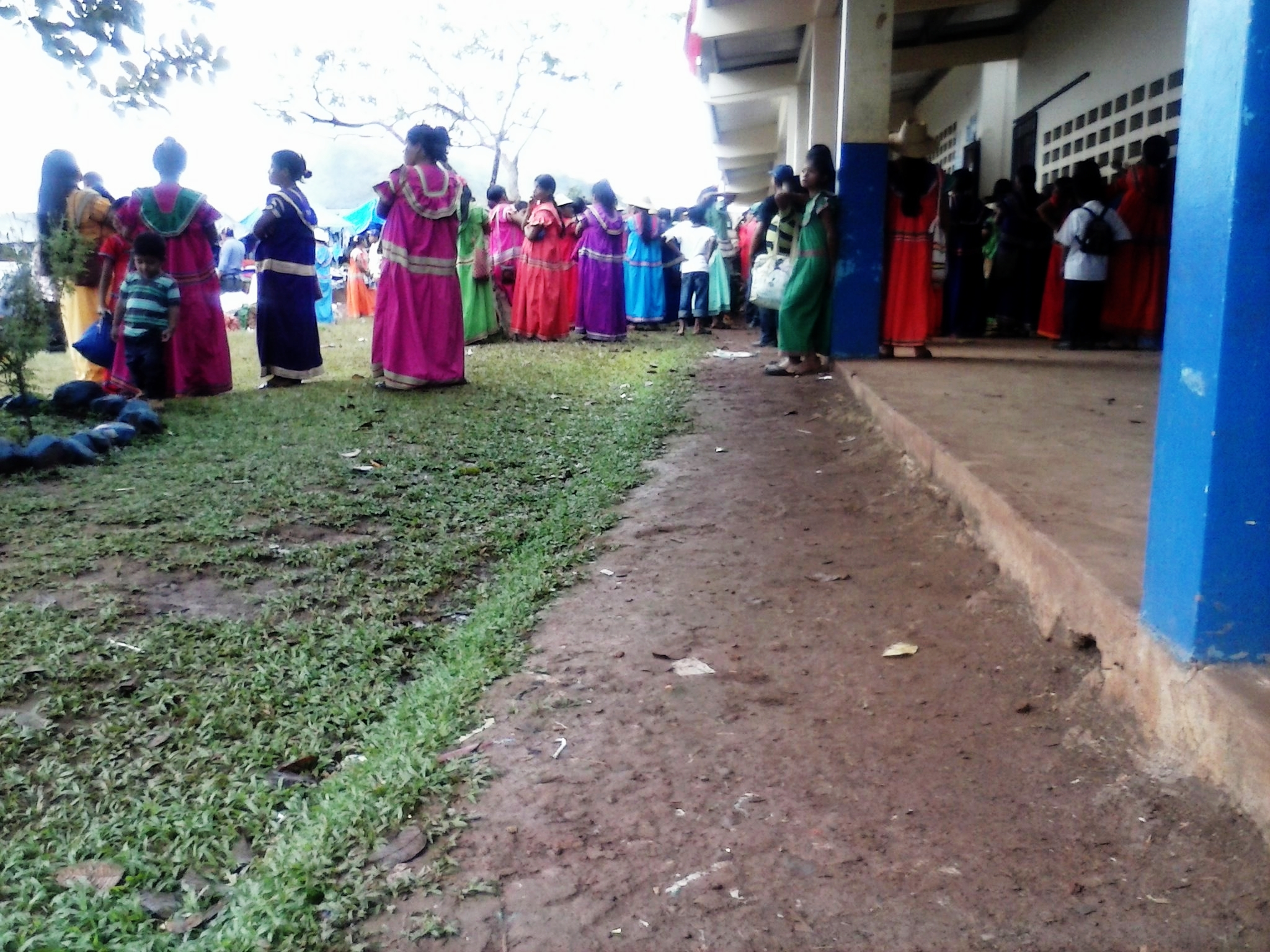
Personas de la etnia ngäbe.

En 2018 la comarca Ngäbe-Buglé contaba con una población de 213 860 habitantes según datos del Instituto Nacional de Estadística (representa el 5,14 % de la población de Panamá).
La comarca Ngäbe-Buglé es la comarca indígena más poblada del país. En cuanto a provincias, ocupa el puesto 7.º de 10 provincias y 3 comarcas con nivel provincial que hay en Panamá.
Tiene una densidad de población de 33,0 habitantes/km² y una esperanza de vida de 68,8 años para los varones y 72,8 años para las mujeres.
Comparada con otras regiones panameñas, la comarca Ngäbe-Buglé no ha experimentado altas tasas de inmigración, pero posee la tasa más alta de emigración del país.

### Razas y etnias
- 95,7 % Chibchas (Americanos)
- 4,3 %  'Campesinos (Americanos)

Alrededor del 95 % de la población tiene ascendencia Chibcha, constituyendo la mayor población chibchense de Abiayala por su población. Los mayores grupos étnicos son los ngäbes, los buglés y los campesinos (4.7%). Aunque estrechamente relacionados y referidos colectivamente como los ngäbe y buglé, son dos grupos de lenguas chibchenses que a pesar de estar emparentadas,  actualmente son mutuamente ininteligibles. El grupo más grande, los ngäbe, habla ngäbere, mientras que el grupo más pequeño, el buglé , habla buglere. En conjunto, estos dos grupos constituyen la mayor población aborigen americana en Panamá.

## Cultura
La comarca Ngábe-Buglé pertenece a una unidad cultural común que comparte, pese a las diferencias regionales, con las comunidades noroccidentales de Panamá, bañadas por las costa caribeña en el norte y el Pacífico en el sur. Esta unidad cultural, que hunde sus raíces en la época precolombina, ya fue reconocida en el siglo XVI por el navegante europeo Cristóbal Colón con el nombre de Beragua (bera, róbalo, gwa, pez) y comprendía el territorio desde la actual provincia de Bocas del Toro hasta el río Chagres, tanto en la costa caribeña como del Pacífico. Sus habitantes fueron llamados guaymí, palabra buglere para denominar a los ngäbes.

A la otava pregunta...fue a descubrir e quando descubrio la tierra que llaman Veragua
Pleitos colombinos, volumen 4

Pasaron diez días en esta región con estos indios llamados Los Guaymíes , quienes se pintaban de rojo , negro y blanco y sólo usaban una piececita de tela de algodón para cubrirse los genitales
Cristobal Colón

No obstante esta unidad cultural de la fachada atlántica no significa una homogeneización cultural de las sociedades de este ámbito geográfico. Dentro de todo este conjunto, la comarca Ngäbe-Buglé posee una indudable personalidad etnográfica, que la distingue por el este y el oeste de los naso Tjerdis y poblaciones mestizadas, así como naturalmente de los habitantes actuales de las tierras del Arco Seco. Para conocer a fondo la estructura cultural regional hay que entender la naturaleza de su territorio, dividido en valles, más o menos aislados entre sí, en donde se refugiaron los sobrevivientes del genocidio indígena. La fuerte compartimentación del territorio, como consecuencia de una robusta orografía, ha generado una marcada división interna de la comarca Ngäbe-Buglé, con unas difíciles comunicaciones trasversales entre valles, siendo ésta una cuestión imprescindible para poder entender el conjunto de las tradiciones y costumbres de la región.

### Arte

#### Arquitectura
Las casas ngäbes y buglés se han adaptado a las diferentes regiones de la comarca. La casa tipo judogwä utilizada en los pie de montes es redonda, con estructura de madera y techo de paja o de zinc y piso de tierra, las casas de las familias más ricas pueden tener piso de cemento. En cada casa hay una plataforma bajo el techo conocida como Jon kri-bitdi kwin que se utiliza para el almacenamiento de alimentos y hay varias plataformas para las camas.

### Cultura popular Ngäbe-Buglé

#### Krüngitde
El “Krüngitde” es una celebración anual en la cual se reúnen en una comunidad, familias de distintas comunidades cercanas, Se celebra por lo general durante el verano. Se trata de un juego, en el que los hombres se retan a lanzar palos de balsa o krün (un tipo de madera muy ligera) a las piernas del contrincante, teniendo este que saltar para no ser golpeado. Al margen de estas competiciones, el “Krüngitde” (“balsería”) es una reunión para redistribuir riquezas, reunirse y debatir, y para compartir, pues normalmente se celebraban en comunidades donde un etdaba que tenía grandes excedentes invitaba a su correspondiente etdaba, y este se le sumaban muchas otras familias.

#### Otras artes y costumbres

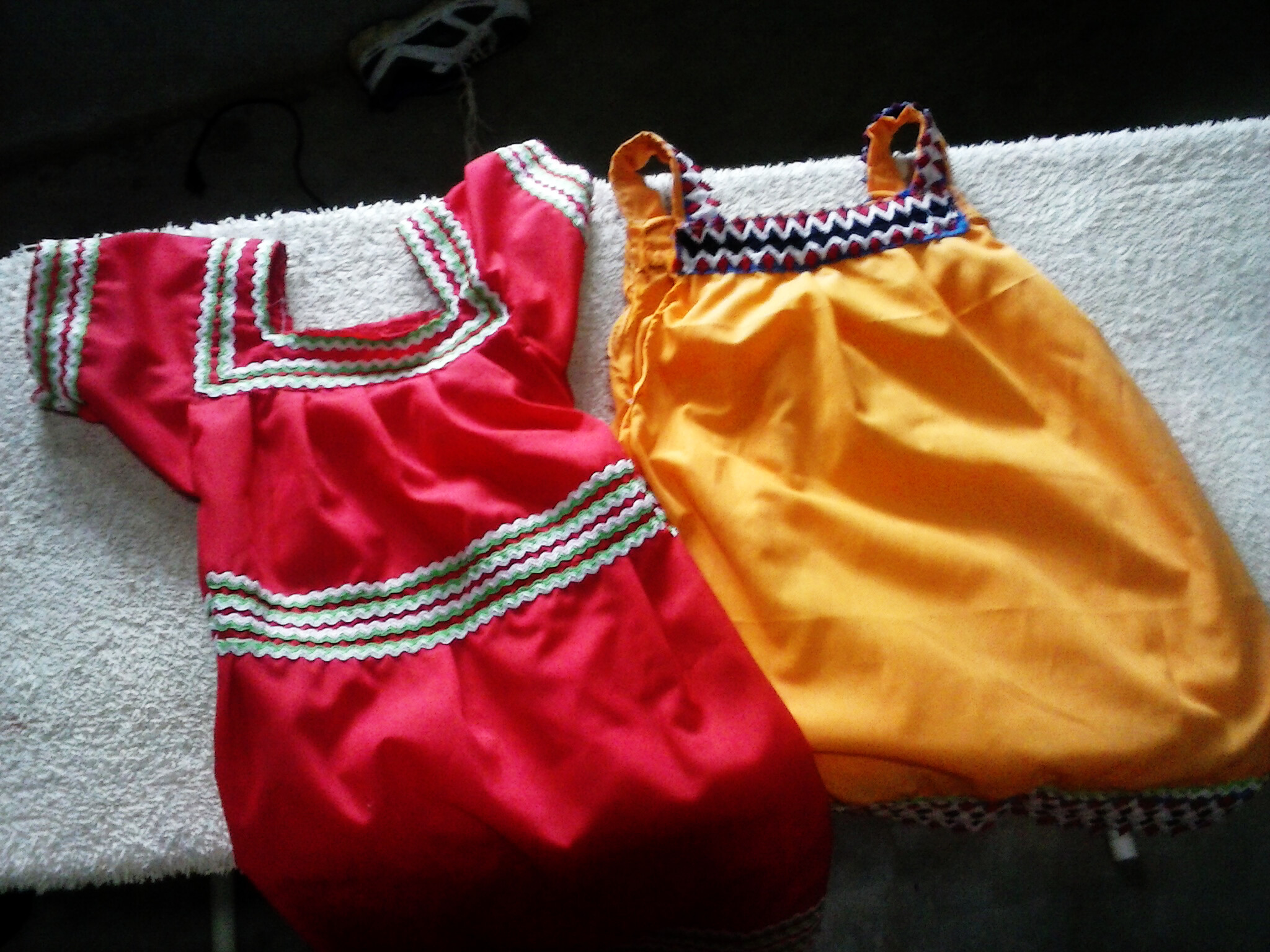
Vestimenta femenina ngäbe.

En la vestimenta tradicional de la comarca Ngäbe y Buglé destacan las naguas, vestidos coloridos decorados con motivos geométricos y pulseras y collares de cuentas y chaquiras, antes usados como adornos para la guerra. Los hombres tejen sombreros de fibra vegetal para uso cotidiano. 
El Krä, bolsas resistentes hechas de fibras vegetales que se utilizan tanto como unidades de almacenamiento como para el transporte de materiales. En ocasiones incluso se puede ver infantes que están siendo transportados en una chácara. Algunas mujeres también hacen estas bolsas para vender participando así en la economía informal. Se cree que el mögadta (Cacique, o jefe, de los serpientes) le mostró sus colores a una mujer clarividente con la condición de que mantuviera el secreto hasta su muerte. Las hay sencillas, o más complejas como la Kra Ñökray, Kra Kruzokray, Kra Manangrai, Kra Siglegrai, Kra Mögatdakray, entre otras.

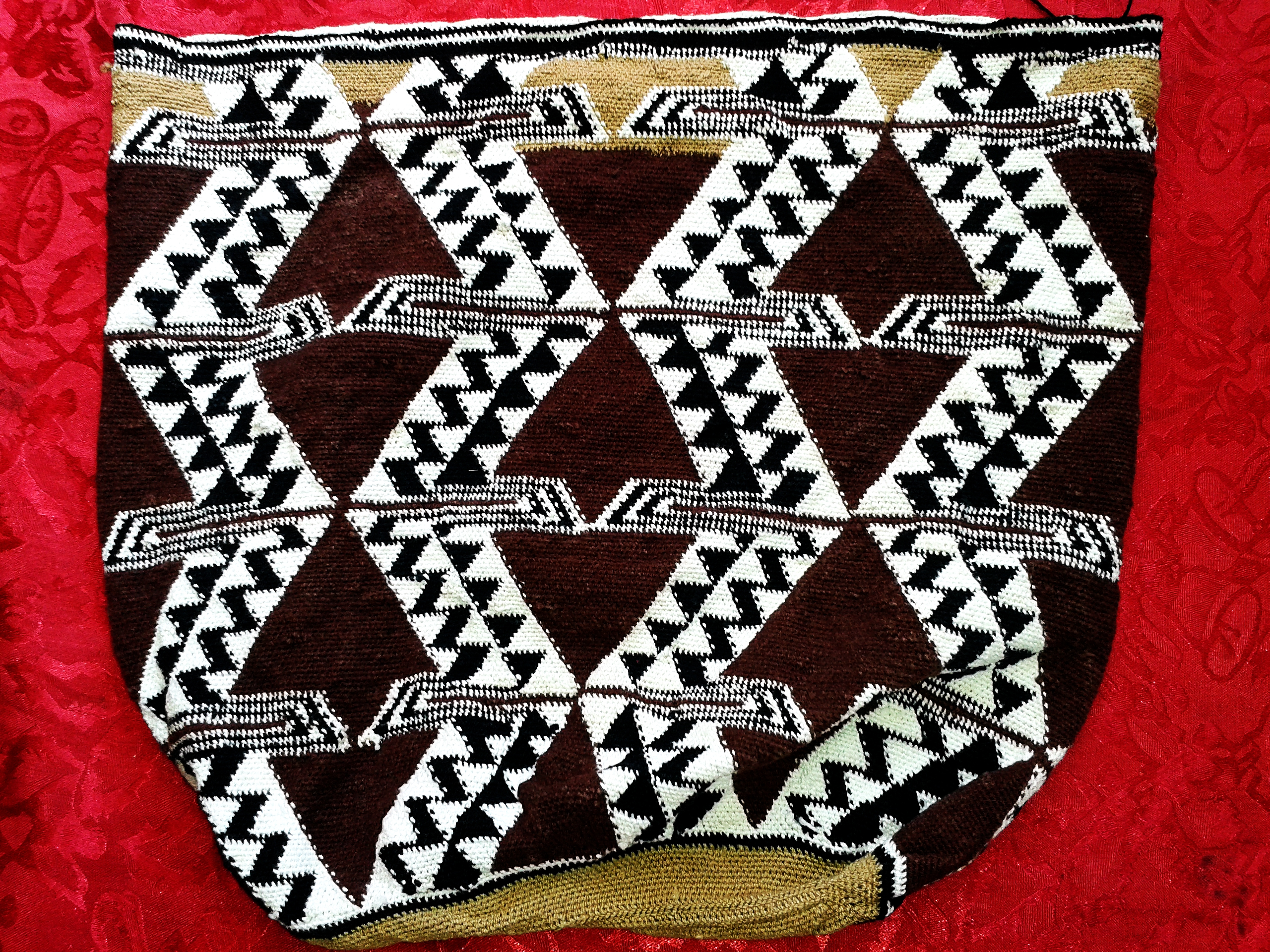
Krä ngäbe.

Los hombres ngäbes y buglés suelen usar pantalones de campana hechos en casa, sombreros de paja y botas de goma, mientras que las mujeres usan vestidos de colores brillantes con adornos de los hombros y el escote y cintas bordadas alrededor de la cintura y de la parte inferior, la cual se llama naguas. Las mujeres generalmente no usan zapatos. Estos artículos son generalmente hechos en casa con máquinas de coser de manivela y, como chácaras, que se venden para obtener ingresos adicionales.
Todas las familias también tienen unas cuantas ollas grandes de cocina llamado pailas y muchas mantienen chicha en la casa, una bebida de maíz nacido.  El limado de los dientes en forma de punta usando un lima para afilar machetes es común entre los hombres y las mujeres ngäbes y buglés, aunque la práctica solo se lleva a cabo en las zonas más tradicionales. Las familias suelen ser bastante grandes y con frecuencia las mujeres viven juntas en grupos grandes para poder ayudarse mutuamente en el cuidado de los niños. La poligamia era común entre los ngäbes y buglés ya que el número de esposas e hijos que un hombre tenía era símbolo de prestigio. Esta práctica ya no es común, ya que mantener varias esposas y familias numerosas es cada vez más difícil. El capital social y las redes de reciprocidad formadas a través del parentesco son importantes para reducir la vulnerabilidad de los recursos económicos y sociales, a la vez que se crean oportunidades para que las familias cooperen y aprovechen mayores oportunidades que ayuden a otros miembros de su grupo de parentesco a salir adelante. El matrimonio y las relaciones familiares también juegan un papel importante en la determinación de la propiedad de la tierra y derechos de uso.

### Lengua y Literatura
Las lenguas habladas en la actualidad o en el pasado en la comarca Ngäbe-Buglé se dividen en dos familias: lenguas chibchenses y lenguas romances. En la comarca se conservan dos lenguas chibchenses, el ngäbere, hablado en todo el territorio de la comarca y el buglere, hablado en áreas más dispersas en el oriente (Kädriri) y en la región atlántica (Ñö Kribo) de la comarca, pero que anteriormente se hablaba en zonas mucho más amplias, como atestigua la toponimia en otras provincias del país. Un 90.5 % de la población habla alguna de los idiomas chibchenses.
Además, en la comarca Ngäbe-Buglé actual se habla una lengua romance por grupos conocidos como campesinos: el castellano. El castellano se habla en el sur de la comarca, en las zonas limítrofes con las tierras bajas de Chiriquí y Veraguas.

## Uso de la tierra
A medida que la agricultura de subsistencia ngäbe-buglé típicamente práctica, las definiciones de propiedad de la tierra y su uso es de importancia pináculo de todos los hogares, especialmente a medida que aumenta la población en proporción a las tierras de cultivo en la comarca y las tierras productivas se degrada por el uso excesivo. El intrincado sistema en el que los recursos de tierras se asignan se basa en el sistema de parentesco. El derecho de propiedad sobre las tierras reclamadas son establecidas a través de la ocupación y la agricultura, a pesar de tierras fértiles muy poco en la comarca no ha sido reclamada. Los miembros de un grupo de parentesco colectiva poseen la propiedad de la tierra, pero los que viven en el pueblo en la tierra que controlan. Derechos innegables a esta tierra de propiedad colectiva pertenecen a cada miembro del grupo de parentesco, mientras que los derechos prestados a menudo se extienden a los miembros de una familia los cónyuges, aunque estos derechos pueden ser revocados. De este modo, las formas de organización social el modelo de la vida económica y sustento para la mayoría de los ngäbe-buglé. Los cultivos más comunes que crecen en la comarca Ngäbe-Buglé son el maíz, el arroz, los frijoles, otoe, plátanos y café, aunque la gente también cultiva tomates, pimientos y otros vegetales en jardines más pequeños en el hogar. Las frutas como mangos, naranjas, miento, crecen estacionalmente junto con el cacao, todo lo cual complementa la dieta Ngäbe-Buglé. La carne es rara vez comida aunque muchas familias mantienen vacas, cerdos, ánades y pollos, los pescados es un elemento básico común y hojaldras (pan frito panameño) a veces se comen en el desayuno. La mayoría de la agricultura se hace sobre tierra limpiada utilizando técnicas de tala y quema, y debido a la presión demográfica creciente, esta tierra rara vez se deja en barbecho durante un tiempo suficiente, por lo que los rendimientos tienden a disminuir con el tiempo.

## Economía y recursos
La agricultura es todavía una parte importante de la economía comarcal, ocupando a un alto porcentaje de la población, alrededor de un 69%. Como la agricultura de subsistencia se vuelve menos y menos confiable, los ngäbe-buglé han comenzado a participar en la economía monetaria, que ofrece algunas alternativas relativamente accesibles para generar capital y la obtención de los servicios y recursos necesarios. El trabajo es un recurso abundante que los ngäbe-buglé poseen, aunque debido a la mala educación y el capital humano bajo incluyendo salud y nutrición, la mano de obra no calificada es bastante. Como resultado, muchos hombres se ven obligados a emigrar en búsqueda de trabajos estacionales en la agricultura o en búsqueda de otros tipos de trabajos informales. Por ello, es común encontrar a hombres ngäbes y/o buglés trabajando en la cosecha de café en las tierras altas de la vecina Chiriquí, sobre todo en Boquete y en Santa Clara. Esta región de Panamá es conocida para la sombra de alta calidad cultivada y en algunos casos café orgánico. En la comarca se cosechan verduras de temporada cultivadas en los lugares más altos. Las mujeres también participan en la economía informal, haciendo chácaras, naguas y joyas para vender, y algunos hombres cosen pantalones o gorras. El capital social es más relevante a la participación en la economía informal como las relaciones de ofrecer a las personas nuevas oportunidades de hacer dinero, el capital social, incluso puede ser un mecanismo utilizado para atraer la ayuda de las organizaciones gubernamentales y no gubernamentales.
La comarca posee uno de los mayores yacimientos de cobre a nivel mundial, con capacidad de explotación de unos 100 años.